# سو إنجلاند
سو إنجلاند (بالإنجليزية: Sue England)‏ هي ممثلة أمريكية، ولدت في 17 يوليو 1930 بتلسا في الولايات المتحدة، وتوفيت في 19 مارس 2018.

## وصلات خارجية
- سو إنجلاند على موقع IMDb (الإنجليزية)
- سو إنجلاند على موقع ألو سيني (الفرنسية)
- سو إنجلاند على موقع أول موفي (الإنجليزية)
- سو إنجلاند على موقع قاعدة بيانات الأفلام السويدية (السويدية)
- سو إنجلاند على موقع قاعدة بيانات الفيلم (الإنجليزية)
- سو إنجلاند على موقع كينوبويسك (الروسية)